# Лісовий Ярослав Олександрович
Яросла́в Олекса́ндрович Лісови́й — лейтенант Збройних сил України, учасник російсько-української війни.

## З життєпису
В часі війни — у складі 95-ї бригади з травня 2014-го. Поранений, лікувався, за виздоровленням слідкував маленький син.

## Нагороди
За особисту мужність, сумлінне та бездоганне служіння Українському народові, зразкове виконання військового обов'язку відзначений — нагороджений
- 15 вересня 2015 року — орденом Богдана Хмельницького III ступеня.